# مری اونیالی-اوماگاممی
مری اونیالی-اوماگاممی (انگلیسی: Mary Onyali-Omagbemi؛ زادهٔ ۳ فوریهٔ ۱۹۶۸) ورزشکار دو و میدانی اهل نیجریه است.
وی در مسابقات کشوری و بین‌المللی در مجموع برندهٔ ۲ مدال برنز شده‌است.